# Alexander Robertus Todd
Alexander Robertus Todd, född 2 oktober 1907 i Glasgow, Skottland, död 10 januari 1997 i Cambridge, Cambridgeshire, var en brittisk kemist.

## Biografi
Todd studerade först vid Allan Glen School och tog kandidatexamen vid University of Glasgow 1928. Han tog en doktorsexamen vid Johann Wolfgang Goethe-universitetet i Frankfurt am Main år 1931 för sin avhandling om kemin av gallsyror. Han tilldelades en forskartjänst av Kungliga kommissionen för utställningen 1851, och efter att ha studerat vid Oriel College, Oxford, tog han ännu en doktorsexamen 1933.
Todd var professor och chef för de kemiska laboratoriet vid University of Manchester 1938-1944 och professor i organisk kemi vid Cambridge University 1944-1971. Hans forskning var främst inriktad på naturligt förekommande organiska ämnen, exempelvis vitaminer, coenzymer och steariner.
På syntetisk väg framställde Todd vitaminerna tiamin (vitamin B1), kobalamin (vitamin B12) och alfatokoferol (vitamin E). Han erhöll Nobelpriset i kemi 1957 för sitt arbete gällande nukleinsyror inom genetiken. 
År 1962 blev han baron på livstid och titulerades därefter Lord Todd. Han tilldelades Copleymedaljen 1970.

## Utmärkelser
- Meldola Medal and Prize,  1936[8]
- Tilden Prize,  1940[9]
- Fellow of the Royal Society,  19 mars 1942
- Lavoisiers medalj,  1948
- Davymedaljen,  1949[10]
- Kommendör av 1 klass av Brittiska imperieorden,  1954[11]
- Bakerföreläsningen,  1954
- Royal Medal,  1955[11]
- Nobelpriset i kemi,  1957[12][13]
- Hedersdoktor vid Universidad Complutense,  1959
- Hedersdoktor vid Strasbourgs universitet,  1962[14]
- Life peer,  16 april 1962[11]
- Longstaff Prize,  1963[15]
- Föreläsning till Sillimans minne,  1963
- Pour le Mérite för vetenskap och konst,  1966[16]
- Robert Robinson Award,  1966[17]
- Hedersdoktor vid Sorbonne,  1968[18]
- Copleymedaljen,  1970[19]
- Lomonosov-guldmedaljen,  1978
- Hedersdoktor vid University of Hong Kong,  1986[20][21]
- Hedersdoktor vid Yale University
- Hedersdoktor vid University of Sheffield
- Hedersdoktor vid Kiels universitet[22]
- Medlem av Royal Society of Edinburgh
- Hedersdoktor vid University of Exeter
- Hedersdoktor vid University of Leicester
- Royal Society Bakerian Medal

[Redigera Wikidata]